# 36060 Бабушка
36060 Бабушка (36060 Babuška) — астероїд головного поясу, відкритий 14 вересня 1999 року.
Тіссеранів параметр щодо Юпітера — 3,386.